# (7515) Marrucino
(7515) Marrucino – planetoida z pasa głównego asteroid okrążająca Słońce w ciągu 3 lat i 241 dni w średniej odległości 2,37 j.a. Została odkryta 5 marca 1986 roku w Europejskim Obserwatorium Południowym przez Giovanniego de Sanctisa. Nazwa planetoidy pochodzi od Marrucino, starożytnego plemienia italskiego zamieszkującego wybrzeża Abruzji. Przed nadaniem nazwy planetoida nosiła oznaczenie tymczasowe (7515) 1986 EF5.